# Scotts Valley, Kalifornien
Scotts Valley är en stad (city) i Santa Cruz County, i delstaten Kalifornien, USA. Enligt United States Census Bureau har staden en folkmängd på 11 667 invånare (2011) och en landarea på 11,9 km².